# 1795 en littérature
| Années de la littérature : 1792 - 1793 - 1794 - 1795 - 1796 - 1797 - 1798    |
| Décennies de la littérature : 1760 - 1770 - 1780 - 1790 - 1800 - 1810 - 1820 |

Cet article présente les faits marquants de l'année 1795 en littérature.

## Événements
- 16 janvier : Archibald Constable épouse Mary Willison, fille d'un imprimeur, et se lance dans le commerce de livres rares à Édimbourg[1]. Il est à l'origine de la maison d'édition britannique Constable & Co., devenue Constable & Robinson.
- 27 mai : Catherine II approuve officiellement le projet de la construction du bâtiment de la Bibliothèque publique impériale de Russie[2], dont le fond est constitué par les collections de la bibliothèque Załuski de Varsovie.
- 21 octobre : Alexandre Lenoir fait agréer par le Comité d'instruction publique son plan d'organisation du Musée des Monuments français[3].
- 25 octobre : loi organique organisant l’Institut de France, divisé en trois classes hébergées aux Collège des Quatre-Nations (sciences, sciences morales et politiques, littérature et beaux-arts). L'Académie française, fermée depuis 1793, n'est rouverte qu'en 1803[4],[5].

- Napoléon Bonaparte écrit la nouvelle Clisson et Eugénie, qui reste à l'état de manuscrit, inspirée de l'échec de sa relation avec Désirée Clary[6].
- Pierre Choderlos de Laclos rédige De la guerre et de la paix, un mémoire adressé au Comité de salut public, qui n'est pas publié. Partisan des frontières naturelles, il propose une rationalisation de l'espace européen qui préfigure l'Europe napoléonienne[7].

## Parutions
- 25 mars : annonce dans le Mercure de France de la sortie de l'ouvrage posthume de Nicolas de Condorcet, Esquisse d’un tableau historique des progrès de l’esprit humain, Paris, Agasse, 1795 (présentation en ligne)[8].
- Avril[9] : Xavier de Maistre, Voyage autour de ma chambre, Lausanne (présentation en ligne), récit autobiographique.

- Vittorio Alfieri, Del principe e delle lettere (it), Dalla tipografia di Kehl, 1795 (présentation en ligne) (« Du Prince et des Lettres »).
- Manon Roland, Appel à l'impartiale postérité, Paris, chez Louvet, 1795 (présentation en ligne), rédigé pendant sa détention en 1793.

- Emmanuel Kant, Zum ewigen Frieden. Ein philosophischer Entwurf, Königsberg, Friedrich Nicolovius, 1795 (présentation en ligne) (« Projet philosophique de paix perpétuelle »), qui plaide pour l’instauration d’une fédération mondiale des États républicains.

- Johann Wolfgang von Goethe, Das Märchen (présentation en ligne) (« Le Serpent vert »); conte merveilleux publié dans la revue Die Horen (« Les Heures ») de Schiller.
- Johann Wolfgang von Goethe, Erotica Romana (présentation en ligne) (« Élégies romaines »), cycle de vingt-quatre poèmes publié dans la revue Die Horen.
- Friedrich von Schiller, Über naive und sentimentalische Dichtung, Tübingen, J. G. Cottai, 1795 (présentation en ligne) (« De la Poésie naïve et sentimentale »).
- Friedrich von Schiller, Über die ästhetische Erziehung des Menschen, Tübingen, J. G. Cottai (présentation en ligne) (« Lettres sur l’éducation esthétique de l’homme »).
- Donatien Alphonse François de Sade, La Philosophie dans le boudoir, Londres, Aux Depens de la Compagnie, 1795 (présentation en ligne).
- Isabelle de Charrière (trad. Ludwig Ferdinand Huber), Drei Weiber : Eine Novelle von dem Abbé de la Tour. Aus dem französischen Manuskript übersetzt von L. F. Huber, Leipzig, Peter Philipp Wolf, 1795 (présentation en ligne) (« Trois femmes : nouvelle de l'abbé de la Tour. Traduite du manuscrit français par L. F. Huber »), roman publié en français en 1796.
- The Book of Ahania, The Book of Los et The Song of Los, livres prophétiques de William Blake[10]

## Naissances
- 6 janvier : Antoine-Eugène Gaulmier, poète français († 25 septembre 1829).
- 31 octobre : John Keats, poète anglais.
- Mohammed Benslimane el Fassi, poète marocain de melhoun († 1828).